# Phytomyza aquilonia
Phytomyza aquilonia este o specie de muște din genul Phytomyza, familia Agromyzidae, descrisă de Frey în anul 1946. Conform Catalogue of Life specia Phytomyza aquilonia nu are subspecii cunoscute.